# Leptokvark
A leptokvarkok a kvarkokkal és a leptonokkal kölcsönható feltételezett részecskék. Ezek színtöltött bozonok nem nulla lepton- és barionszámmal. Más kvantumszámaik, például a spin, a (tört) töltés és a gyenge izospin elméletenként eltér. A leptokvarkok a standard modell bizonyos kiterjesztéseiben jelen vannak, például a techniszínelméletben, a kvark–lepton egyesítés elméleteiben (például Pati–Salam-modell) vagy a SU(5)-ön, SO(10)-en, E6-on stb. alapuló nagy egyesített elméletekbe. A leptokvarkokat jelenleg az ATLAS és a CMS kutatják a CERN Nagy Hadronütköztetőjében.
2021 márciusában voltak kutatások a leptokvarkok lehetséges létén, mely a bottom kvarkok bomlásában lévő váratlan eltérésben jelent meg. Ennek szignifikanciája 3,1σ, jóval kevesebb, mint a felfedezés valószínűségéhez szükséges 5σ.

## Áttekintés
Ha léteznek, a leptokvarkoknak nehezebbnek kell lenniük minden ismert elemi részecskénél, különben felfedezték volna. A leptokvarkok tömegének jelenlegi kísérleti alsó határai (típustól függően) nagyjából 1 TeV/c2, vagyis a proton tömegének nagyjából 1000-szerese. A leptokvarkok definíció szerint kvarkká és leptonná vagy antileptonná kell bomlaniuk. Hasonlóan sok más elemi részecskéhez, rövid életűek, és nincsenek jelen a hagyományos anyagban. Azonban nagy energiájú részecskeütközések, például részecskegyorsítók vagy a földi légkört érő kozmikus sugarak létrehozhatnak leptokvarkokat.
A kvarkokhoz hasonlóan a leptokvarkoknak is rendelkezniük kell színtöltéssel, így a gluonokkal is kölcsönhatásba léphetnek. Ez az erős kölcsönhatásuk fontos a részecskegyorsítókban való előállításukhoz.

## Egyszerűsített (töltésalapú) tipológia
Számos leptokvarktípus ismert elektromos töltésük alapján:
- Q = 5⁄3: u-típusú kvarkokra (u, c, t) és töltött antileptonokra (e+, μ+, τ+) bomlik.
- Q = 2⁄3: u-típusú kvarkokra és neutrínókra vagy antineutrínókra, vagy d-típusú kvarkokra (d, s, b) és töltött antileptonokra bomlik.
- Q = −1⁄3: d-típusú kvarkokra és (anti)neutrínókra, vagy u-típusú kvarkokra és töltött leptonra bomlik.
- Q = −4⁄3: d-típusú kvarkokra és töltött leptonra bomlik.

Ha egy adott töltésű leptokvark létezik, annak ellentétes töltésű antirészecskéjének, mely a fentiek konjugáltjaira bomlik, szintén léteznie kell.
Egy adott töltésű leptokvark kölcsönhathat bármilyen adott töltésű lepton–kvark kombinációval (ez {\displaystyle 3\cdot 3=9} különböző kölcsönhatást jelent adott típusú leptokvark esetén). Azonban kísérleti kutatások általában feltételezik, hogy ezek közül csak egy lehetséges. A 2⁄3 töltésű, pozitronra és d kvarkra bomló leptokvarkot „első generációsnak”, az s kvarkra és antimüonra bomlót „második generációsnak” stb. nevezik. Azonban a legtöbb elmélet nem határozza meg, hogy a leptokvarkok csak egyféleképp léphetnek kölcsönhatásba, sem hogy a kvark és a lepton generációja feltétlenül azonos.

## Leptokvarkok és protonbomlás
A tiszta leptokvarkok nem sértik a barionszám-megmaradást. Azonban egyes elméletek lehetővé vagy szükségessé teszik, hogy a leptokvarkoknak legyen dikvarkkölcsönhatási lehetőségük. Például egy 2⁄3 töltésű leptokvark bomolhat két d-típusú antikvarkra. Egy ilyen leptokvark–dikvark léte protonbomlást okozhat. A jelenlegi protonélettartam-határok ezeket erősen ellenőrzik. Ezek a területek megjelennek nagy egyesített elméletekben, például a Georgi–Glashow SU(5) modellben X és Y bozonokként.

## Kísérleti eredmények
1997-ben számos eseményt találtak a HERA gyorsítónál, kérdéseket felvetve a részecskefizikában, mivel az eseménysokaság egyik lehetséges magyarázata a leptokvarkok jelenléte volt. Későbbi, több adatot használó tanulmányok a HERA-nál és a Tevatronnál kizárták ezt legfeljebb mintegy 275-325 GeV/c2 tömegig. Második generációs leptokvarkokat is kerestek, de nem találtak.
A jelenlegi legjobb határokat a leptokvarkokra az LHC állította be, mely első, második, harmadik és kevert generációs leptokvarkokat is keresett, az alsó tömeghatárt nagyjából 1 TeV/c2-re állította be. A neutrínóhoz és kvarkhoz kapcsolódó leptokvarkokhoz a neutrínók miatt a részecskék ütközésekor hiányzó energiának nagyon nagynak kell lennie. A leptokvarkok létrejötte valószínűleg a nagy tömegű kvarkokéhoz hasonló.
Az elektronokhoz és u vagy d kvarkokhoz kapcsolódó leptokvarkokhoz a legjobb határokat az atomi paritássértés és a paritássértő elektronelrendeződés adja meg.
Az elektrongyűrűt a létező LHC protongyűrűhöz hozzáadó LHeC projektet javasolták magasabb generációs leptokvarkok keresésére.

## Fordítás
Ez a szócikk részben vagy egészben  a   Leptoquark című angol Wikipédia-szócikk ezen változatának fordításán alapul.  Az eredeti cikk szerkesztőit annak laptörténete sorolja fel. Ez a jelzés csupán a megfogalmazás eredetét és a szerzői jogokat jelzi, nem szolgál a cikkben szereplő információk forrásmegjelöléseként.